# Europese weg 63
De Europese weg 63 of E63 is een Europese weg die loopt van Sodankylä in Finland naar Turku in Finland.

## Algemeen
De Europese weg 63 is een Klasse A Noord-Zuid-verbindingsweg en verbindt het Finse Sodankylä met het Finse Turku en komt hiermee op een afstand van ongeveer 1110 kilometer. De route is door de UNECE als volgt vastgelegd: Sodankylä - Kemijärvi - Kuusamo - Kajaani - Kuopio - Jyväskylä - Tampere - Turku.